# San Gustavo
San Gustavo es un municipio ubicado en el distrito Estacas del departamento La Paz, en el noroeste de la provincia de Entre Ríos, República Argentina. El ejido del municipio comprende la localidad del mismo nombre y un área rural. Se encuentra a 157 km en línea recta de la ciudad de Paraná, capital de la provincia.
La población de la localidad (antes de ser municipio) sin considerar el área rural era de 906 personas en 1991 y de 1094 en 2001. El censo 2010 contó 1618 habitantes en el municipio.
La localidad de San Gustavo se encuentra entre la ruta provincial N° 1 (al oeste y norte) y el arroyo Estacas (al este y sur). Se conecta con la ruta mediante un acceso pavimentado de 3 km y varios caminos de tierra. El arroyo Estacas, afluente del arroyo Feliciano, corre a 500 m del límite sur de la localidad, que se halla en su cuenca.
La estación San Gustavo del desactivado (en 1969) ramal San Jaime-La Paz del Ferrocarril General Urquiza se halla a 2,5 km al norte de la villa. La localidad cuenta con un museo regional y en el ámbito educativo existen una escuela primaria, una escuela de nivel medio, un bachillerato para adultos y un centro educativo.

## Historia
El 28 de enero de 1888 Eduardo Schiele presentó ante el Gobierno de Entre Ríos los planos para el trazado y fundación de una colonia y pueblo. El 14 de marzo de 1889 fue aprobado por decreto el trazado para la colonia y villa San Gustavo. Esta fecha se toma como fundacional. El nombre fue puesto en homenaje al agrimensor Gustavo Schnoekens.
El 15 de agosto de 2004 la Legislatura provincial sancionó la ley n.º 9582 aprobando el censo realizado y el ejido del nuevo municipio. El 4 de octubre de 2004 fue creado el municipio de 2ª categoría mediante el decreto n.º 4870/2004 MGJEOYSP del gobernador de Entre Ríos, sustituyendo a la junta de gobierno existente hasta entonces. Hermindo Pablo Müller fue designado comisionado municipal.
En San Gustavo nació el conscripto Anacleto Bernardi de la Armada Argentina, quien murió heroicamente el 25 de octubre de 1927 en el naufragio del barco Principessa Mafalda en las costas de Brasil.